# André Moret
André Moret  (* 1. Januar 1900 in Saint-Michel (Aisne); † um 1973) war ein französischer Germanist und Mediävist.

## Leben und Werk
Moret war Deutschlehrer in Tulle, Valenciennes und Douai. Er habilitierte sich 1932 an der Universität Lille mit den beiden Thèses Un artiste méconnu. Conrad de Wurzbourg und  L'Originalité de Conrad de Wurzbourg dans son poème "Partonopier und Meluir". Etude comparative du poème moyen-haut allemand et des manuscrits français avec rapprochement des versions anglaises, espagnoles, néerlandaises, italienne, bas-allemande, islandaise et danoise, accompagnée d'une bibliographie générale (Lille 1933, Nachdruck Genf 1976 ; auch u. d. T.  Partonopeus de Blois. Conte de fée et roman de chevalerie dans la littérature européenne du Moyen Âge. Etude comparative du poème moyen-haut-allemand et des manuscrits français, avec rapprochement des versions anglaises, espagnoles, néerlandaises, italienne, bas-allemande, islandaise et danoise, Lille 1933). Moret war dann langjähriger Professor für Deutsche Philologie an der Universität Lille.
[Die Autoren der Histoire de la littérature allemande. Sous la direction de Fernand Mossé [1892-1956], Paris : Aubier. Editions Montaigne 1959 [Georges Zink, Maurice Gravier, Pierre Grappin, Henri Plard und Claude David] bedanken sich im Vorwort bei Moret mit folgenden Worten : « Nous tenons à exprimer notre gratitude à notre collègue de l’Université de Lille, M. André Moret, à qui l’éditeur a confié la tâche ingrate de relire, de mettre en condition et de normaliser nos manuscrits. Il a apporté à l’accomplissement de cette tâche tout son zèle, toute sa foi et toute sa compétence ».]

## Weitere Werke
- Le lyrisme allemand au XVIIe siècle. Etude liminaire, présentation et traductions, Paris 1935
- Le lyrisme baroque en Allemagne. Ses origines. Ses idées. Ses moyens d'expression. Etude de littérature comparée, Lille 1936
- Helmbrecht le fermier [par Wernher le jardinier]. Traduction française, avec une introduction, une bibliographie et des notes, Paris 1938
- Poèmes et fableaux du Moyen Age allemand présentés et traduits pour la première fois en français, Paris 1939
- Wolfram d'Eschenbach, Parzival. Morceaux choisis, éd. avec introduction, notes et glossaire, Paris 1943, nouvelle édition revue et augmentée, Paris 1953
- Anthologie du Minnesang. Textes avec introduction, notes et commentaires, Paris 1949
- (zusammen mit Émile Mersiol) La Version allemande aux examens et concours, classes supérieures et grandes écoles, propédeutique. Textes et traductions, Paris 1949
- Le lyrisme médiéval allemand des origines au XIVe siècle. Choix de textes et traduction, Lyon 1950
- Les débuts du lyrisme en Allemagne. Des origines à 1350, Lille 1951
- Phonétique historique de l'allemand, Paris 1953
- Kudrun. Edition partielle avec introduction, notes et glossaire, Paris 1955
- Anthologie du lyrisme baroque en Allemagne. Introduction, textes, traductions, Paris 1957